# 学苑出版社
学苑出版社是中国的一家出版社，隶属于九三学社中央委员会。
“学苑”一名出自苏轼的诗："笔砚耕学苑，弓矛战天骄”，象征着文人聚会和向学之所。学苑出版社自1987年成立以来，已出版了逾三千种图书，共销售上亿册。学苑出版社主要出版中国传统医药、考古、文物、历史、文学、民俗等方面的书籍。